# Tyska F3-mästerskapet 2004
Tyska F3-mästerskapet 2004 var ett race som vanns av Bastian Kolmsee.

## Delsegrare
| Bana         | Vinnare         | Vinnare         |
| ------------ | --------------- | --------------- |
| Hockenheim   | Jan Seyffarth   | Jan Seyffarth   |
| Oschersleben | Michael Devaney | Bastian Kolmsee |
| Assen        | Michael Devaney | Timo Lienemann  |
| Lausitzring  | Thomas Holzer   | Jochen Nerpel   |
| Nürburgring  | Jan Heylen      | Jan Heylen      |
| Sachsenring  | Bastian Kolmsee | Timo Lienemann  |
| Nürburgring  | Jan Heylen      | Jan Heylen      |
| Lausitzring  | Jan Heylen      | Jan Heylen      |
| Oschersleben | Bastian Kolmsee | Bastian Kolmsee |

## Slutställning
| Plats | Förare          | Poäng |
| ----- | --------------- | ----- |
| 1     | Bastian Kolmsee | 217   |
| 2     | Timo Lienemann  | 208   |
| 3     | Jan Heylen      | 181   |
| 4     | Michael Devaney | 175   |
| 5     | Thomas Holzer   | 121   |
| 6     | Franz Schmöller | 115   |
| 7     | Ho-Pin Tung     | 111   |
| 8     | Jan Seyffarth   | 106   |